# Juliet Cowan
Juliet Cowan (Belfast, 21 maggio 1974) è un'attrice britannica.

## Filmografia parziale

### Cinema
- Nice Guy, regia di Pascal Bergamin (2012)
- Brakes, regia di Mercedes Grower (2016)
- Together, regia di Paul Duddridge (2018)
- Falling Into Place, regia di Aylin Tezel (2023)
- Back to Black, regia di Sam Taylor-Johnson (2024)

### Televisione
- Metropolitan Police (The Bill) - serie TV, 12 episodi (1992-2002)
- This Life - serie TV, 15 episodi (1997)
- Family Affairs - serie TV, 26 episodi (2000-2001)
- Il naso della regina (The Queen's Nose) - serie TV, 6 episodi (2003)
- Le avventure di Sarah Jane (The Sarah Jane Adventures) - serie TV, 11 episodi (2007-2008)
- Pulling - serie TV; 5 episodi (2006-2009)
- The Revolting World of Stanley Brown - serie TV; 13 episodi (2012)
- Hank Zipzer - Fuori dalle righe (Hank Zipzer) - serie TV, 39 episodi (2014-2016)
- Cuckoo - serie TV, 10 episodi (2012-2019)
- Brassic – serie TV, 10 episodi (2021-2024)
- Stuck - serie TV, 4 episodi (2022)
- Ragazze elettriche (The Power) - serie TV, 7 episodi (2023)
- Delitti in Paradiso (Death in Paradise) - serie TV, episodio 13x02 (2024)
- Andor – serie TV, episodio 2x10 (2025)

### Doppiaggio
- Bounty Hamster - serie TV, 26 episodi (2003) - voce

## Doppiatrici italiane
Nelle versioni in italiano delle opere in cui ha recitato, Juliet Cowan è stata doppiata da:
- Michela Alborghetti in This Life
- Franca D'Amato ne Il naso della regina
- Stella Musy ne Le avventure di Sarah Jane
- Lorella De Luca in Hank Zipzer - Fuori dalle righe
- Cristina Boraschi in Back to Black
- Laura Lenghi in Delitti in Paradiso
- Giovanna Martinuzzi in Andor